# Hot Mainstream Rock Tracks
(Hot) Mainstream Rock Tracks is een muziekhitlijst in de Verenigde Staten dat sinds 21 maart 1981 in het muziektijdschrift Billboard verschijnt. De lijst bestaat uit de veertig meest gedraaide nummers op de mainstream rock radiostations, op de moderne rocknummers (alternatieve rock) na. 
De lijst is het tweede rockgeoriënteerde singlelijst, naast de Alternative Songs-lijst.

## Achtergrondinformatie
De lijst begon met de naam Top Tracks en was vergezeld met een Rock Albums-lijst, dat in 1984 ophield maar eind juli 2009 een herstart maakte. Hiervoor bestond er geen lijst voor rocknummers, hoewel de Album Radio Action-lijst uit albums bestond die airplay kregen op albumgeoriënteerde rockstations. De Top Tracks-lijst bestond oorspronkelijk uit zestig nummers en had I Can't Stand It van Eric Clapton als de eerste nummer 1. De naam van de lijst werd in september 1984 veranderd naar Top Rock Tracks en in april 1986 weer in Album Rock Tracks. 
Om meer erkenning aan de moderne rockstations te geven, begon Billboard de lijst te scheiden met een aparte Modern Rock Tracks-lijst, dat in 10 september 1988 voor het eerst werd gedrukt. Binnen twee maanden lukte het U2's Desire als eerste nummer beide lijsten te toppen. 
In 1996 onderging de lijst opnieuw een naamswijziging, ditmaal naar Mainstream Rock Tracks. Dit gebeurde nadat Billboard de Adult Top 40 introduceerde. Van de nummers uit deze nieuwe lijst waren er enkele in de Mainstream Rock Tracks te vinden. De splitsing werd duidelijk doordat enkele artiesten die hiervoor in de Mainstream Rock Tracks-lijst stonden, nu te rustig werden bevonden voor deze lijst en stonden daardoor in de Adult Top 40.
De laatste offline editie van de Mainstream Rock Tracks-lijst werd op 26 juli 2009 beschikbaar. Sindsdien is de lijst enkel op de website van de samensteller te vinden. 
In de laatste jaren was een trend te zien waarbij elke nummer 1-notering uit de Mainstream-lijst, ook haar entree in de Modern-lijst maakte.

## Records

### Artiesten met de meeste nummer 1-nummers
- Van Halen (13)
- Tom Petty (10)
- Aerosmith (9)

### Lijst met langste nummer 1-noteringen
21 weken
- "Loser" — 3 Doors Down (2000)

20 weken
- "It's Been Awhile" — Staind (2001)

17 weken
- "Higher" — Creed (1999)
- "When I'm Gone" — 3 Doors Down (2002-2003)

16 weken
- "Touch, Peel and Stand" — Days of the New (1997)

15 weken
- "Interstate Love Song" — Stone Temple Pilots (1994)
- "Heavy" — Collective Soul (1999)

14 weken
- "So Far Away" — Staind (2003)
- "Boulevard of Broken Dreams" — Green Day (2005)
- "Fake It" — Seether (2007-2008)
- "Inside the Fire" — Disturbed (2008)

13 weken
- "Start Me Up" — The Rolling Stones (1981)
- "How You Remind Me" — Nickelback (2001)
- "Figured You Out" — Nickelback (2004)
- "Pain" — Three Days Grace (2006-2007)

12 weken
- "Mysterious Ways" — U2 (1991-1992)
- "Like a Stone" — Audioslave (2003)
- "Save Me" — Shinedown (2005)
- "Dani California" — Red Hot Chili Peppers (2006)

11 weken
- "Remedy" — The Black Crowes (1992)
- "Turn the Page" — Metallica (1999)
- "Fall to Pieces" — Velvet Revolver (2004)
- "Break" - Three Days Grace (2009-2010)

10 weken
- "Lightning Crashes" — Live (1995)
- "The Down Town" — Days of the New (1998)
- "Scar Tissue" — Red Hot Chili Peppers (1999)
- "Blurry" — Puddle of Mudd (2002)
- "Second Chance" — Shinedown (2008-2009)

### Overige records en opmerkingen
- Twee artiesten hebben zichzelf vervangen als de nummer een, The Black Crowes in 1992 met Remedy en Sting Me en Stone Temple Pilots met Vasoline en Interstate Love Song in 1994.
- Drie nummers hebben een hattrick gescoord met een nummer 1-notering in zowel de Mainstream als de Modern en de Adult Top 40-lijsten. Dat waren One Headlight van The Wallflowers in 1997, Boulevard of Broken Dreams van Green Day in 2005 en Second Chance van Shinedown in 2009.